# Arrigo Diodati
Arrigo Diodati (La Spezia, 25 maggio 1926 – Roma, 23 dicembre 2013) è stato un partigiano italiano, comunista, fondatore e presidente onorario dell'ARCI.

## Biografia
Nato in una famiglia di piccoli industriali antifascisti, con i genitori e la sorella Soledad fu costretto a emigrare nel 1937 in Francia, dove prese contatto con i rifugiati antifascisti. Per aiutare economicamente la famiglia, divenne garzone in una pasticceria, addetto alla distribuzione, lavoro che gli permise di muoversi nella capitale francese senza essere notato.
Controllato dall'OVRA, fra il 25 luglio e la Resa incondizionata di Cassibile del 1943 rientrò in Italia, e si iscrisse al Fronte della gioventù il 1º settembre 1943. Proseguì la lotta partigiana a Genova, dove divenne vice commissario politico delle locali Squadre di azione patriottica, con una sede clandestina nella zona di Piazza della Nunziata. Da questa si inviavano gli ordini ai distaccamenti partigiani che operavano in città, nelle fabbriche, nelle università e sugli apennini liguri-piemontesi.
La sede fu individuata dalle squadre fasciste, e sul finire del 1944 Diodati vi fu arrestato. Seviziato nei locali della Casa dello studente di Genova e in seguito tradotto nel carcere di Marassi, sottoposto a tortura per più di venti giorni dalla polizia politica, temendo di cedere e non volendo tradire i suoi compagni, cercò di suicidarsi lanciandosi dalle scale interne del quarto piano della questura di Genova, ma fu salvato e nuovamente recluso.
Il 23 marzo 1945, con lo scopo di fucilarlo, fu prelevato dalla sezione IV del carcere e, con altri venti prigionieri politici, tradotto con un convoglio militare fino alla chiesa di Sant'Andrea di Isoverde, e da lì, a piedi, sul lungo sentiero fino al cimitero di Cravasco, nel comune di Campomorone. Si caricò sulle spalle Renato Quartini, costretto a strisciare carponi essendogli stata requisita la stampella con cui si reggeva per l'amputazione di una gamba subita in uno scontro coi fascisti.
Giunto al plotone d'esecuzione, fu l'unico a riuscire a salvarsi all'eccidio di Cravasco. Diodati narrò così i fatti:
(Arrigo Diodati)
Si ricongiunse poi con le Brigate Partigiane operanti nelle zone vicine a Voltaggio, confluendo nella Brigata Pio , divisione Mingo, e fu uno dei protagonisti della Liberazione di Genova.
Sulla base dell'esperienza francese, in collaborazione con Enrico Berlinguer, nel 1948 fondò l'Unione Italiana Sport per Tutti e il 26 maggio 1957 l'Associazione Ricreativa Culturale Italiana, della quale fu presidente onorario e della quale si occupò attivamente per il resto della vita.
Il 16 maggio 2007 ricevette dal sindaco di Genova Giuseppe Pericu il Grifo d'Oro.